# West Qurna
West Qurna (in arabo غرب قرنة‎?) è uno dei maggiori giacimenti iracheni situato a nord di Rumaila, a ovest di Bassora. Si pensa che West Qurna contenga da 11 a 15 miliardi di barili (da 1,8 a 2,4 km³) di riserve recuperabili e abbia un potenziale di produzione da 0,8 a 1,0 Mbbl/g (1,5 a 1,8 m³/s).
West Qurna è diviso in 2 parti: West Qurna 1, e West Qurna 2.
Nel novembre 2009 Exxon Mobil (50%) e Shell (50%) vinsero un contratto da 50 miliardi di dollari per sviluppare la parte del campo denominata West Qurna 1. Si stima che la produzione di West Qurna 1 arriverà a 2 milioni di barili al giorno. Nel dicembre 2009, la russa Lukoil (85%) e la norvegese StatoilHydro (15%) hanno ottenuto i diritti di sviluppare i 12,88 miliardi di barili di West Qurna 2. L'alleanza Lukoil-Statoil riceverà 1,15 dollari per barile che produrranno. Inoltre aumenteranno l'output da West Qurna 2 a 1,8 milioni di barili al giorno per 13 anni.